# Клаус Бонхьофер
Клаус Бонхьофер (на немски: Klaus Bonhoeffer) е германски юрист и борец от съпротивата, участвал в опита за убийство на фюрера Адолф Хитлер от 20 юли 1944 г.

## Биография
Клаус Бонхьофер е роден в Бреслау, сега Вроцлав, Полша. Баща му е Карл Бонхьофер, професор по психиатрия и неврология, майка му се казва Паула. Неговият по-малък брат е богословът Дитрих Бонхьофер (4 февруари 1906 – 9 април 1945 г.).
Като дете той учи в гимназията „Грюневалд“ в Берлин. Завършва право в Хайделберг и получава докторска степен за дисертацията си „Работнически комисии като орган на съдействието на работниците“ (Die Betriebsräte als Organ der Betriebsgenossenschaft). Освен това има допълнително обучение в Берлин, в Женевския университет и в Амстердам.
На 3 септември 1930 г. той се жени за Еми Делбрюк.
Работи като адвокат и от 1935 г. като юрисконсулт на Lufthansa, от 1937 г. до 1944 г. е главен синдик. Тази работа го кара на много бизнес пътувания, дори по време на войната.
През годините 1940 – 1944 той систематично създава контакти с различни съпротивителни групи, работещи за сваляне на нацисткия режим. Чрез своя брат Дитрих има контакти с църковната съпротива и чрез зетьовете си Юстус Делбюк, Доняни и Рюдигер Шлайхер има много контакти във военната съпротива срещу Хитлер, особено в кръга на Вилхелм Канарис в Абвера.
Чрез братовчедката на жена си той е свързан със социалдемократическата съпротива. Използва възможностите си за пътуване, за да подкрепи каузата срещу нацистите. Той е посветен на плана да убие Хитлер на 20 юли 1944 г. и да събори правителството.
Съгласно книгата за задържане, съхранявана в затвора Lehrter Straße в Берлин, където Гестапо има специална секция за политически затворници, Бонхьофер е арестуван на 1 октомври 1944 г. и осъден на смърт от германската Народна съдебна палата на 2 февруари 1945 г.
В нощта на 22 – 23 април 1945 г., когато съветските войски вече достигат източните покрайнини на Берлин, той заедно с Рюдигер Шлайхер и други затворници са отведени от специален отряд до площите край затвора Lehrter Straße и убити с изстрели във врата. Единственият очевидец на тези убийства е Херберт Козни, който успява да премести главата си в последния момент, така че изстрелът, предназначен за врата му, да го пропусне.